# 노리단
노리단은 재활용을 바탕으로 사회적 활력과 지속가능한 즐거운 디자인을 지향하는 공공적 문화예술기업이다. 노리단은 2004년, 하자센터(서울시립 청소년직업센터) 내의 신나고 의미 있는 일을 원했던 예술가, 청소년, 기획가 등 11명으로 이루어진 팀으로부터 시작되어, 2007년에는 노동부로부터 사회적 기업인증을 받았다. 노리단은 10살 어린이부터 40대 중년까지 다세대가 함께 참여 가능하며 구성원 모두가 공연하는 배우, 워크숍을 하는 교사, 손공예를 하는 제작자의 경험을 순환하는 삶을 지향한다. 또한 누군가의 예술 작품을 감상하거나 구경하기 위한 예술 교육이 아닌, 삶의 문제를 해결하고 지혜를 얻기 위한 미적 기술을 습득하고자 한다. 노리단은 가난한 소년들과 청년신부로 이루어진 어린이 서커스단 ‘벤포 스타’와 미국 앨라배마주 헤일카운티라는 가난한 마을의 사람들에게 재활용 주택을 지어준 ‘루럴 스튜디어’의 설립자인 샘의 ‘희망을 짓는 건축가’에서 영감을 받았다. 노리단의 사업분야로는 크게 공연사업, 디자인사업, 교육사업을 한다.

## 공연사업
노리단의 공연 팀은 오리지널 공연 팀과 극장 공연 팀으로 나뉜다. 오리지널 공연팀의 콘텐츠는 Play, Imagine, Recyle 세 가지이며 극장 공연 팀의 콘텐츠는 Project이다.
극장 공연 팀의 콘텐츠인 Project는 무대예술과 엔터테인먼트로 이루어졌다. 2008 마카오 아트 페스티벌의 초청작인 <핑팽퐁>은 2007년부터 공연되고 있으며 다른 공연작품으로는 2006년 PAMS Choice 해외진출 집중 지원 작품인 <위트 앤 비트>가 있다. <핑팽퐁>은 2008년에 포스코의 TV광고와 SBS 프로그램<놀라운 대회 스타킹>에 출연하여 화제를 모았다. 같은 해에 세종문화회관과 마포아트홀에서의 공연을 개최하였다.
노리단 공연 팀의 또 다른 특징은 친환경적으로 새로이 개발한 악기들과 퍼포먼스에 있다.

## 디자인사업

삼미어린이공원

노리단의 디자인은 공공 디자인팀이 담당하고 있다. 이 공공디자인팀에서는 소리와 재활용을 중심으로 악기개발, 소리놀이터, 예술 조형물 제작 등으로 사람과 사람의 관계를 디자인하는 일을 담당하고 있다. 공연을 위해 필요한 악기는 재활용 폐기물들을 사용하여 제작하고, 기업적인 측면에서는 사회공헌 프로그램 및 캠페인사업을 진행하고 조형물제작 및 공간 디자인을 통해 아름다운 생활공간을 창출해내는 것이다. 또한 지역사회와 관련하여 마을 가꾸기를 시행하고 공공시설물 리노베이션 및 경관 가로 시설물 정비 등을 통한 커뮤니티 디자인을 하고 있다.
2006년부터 시작된 소리놀이터는 2006년에는 롯데백화점 일산점 옥상, 홍대 부속유치원과 용인아란유치원에, 2007년에는 강동 어린이 회관, 부산 센텀 시티, 청주중앙공원에, 2009년에는 국회무장애놀이터와 고양시 어린이집에 설치되었다. 특히 2007년에는 국내 최초 복합 어린이 교육관인 강동 어린이 회관의 옥상에 생태놀이터를 설치함으로써 생태계와 공존하며 살아가는 자세를 실천해 왔다. 뿐만 아니라 노리단은 한국토지공사가 사회공헌사업의 일환으로 주최하는 2008 ‘친환경 어린이놀이터 리모델링 사업’에 참여하여 전국 5개 지역의 기능을 상실한 어린이놀이터를 지역주민 참여를 통해 안전하고 친환경적인 놀이공간으로 리모델링하고, 놀이터를 놀이공간이자 지역주민의 쉼터 및 지역 커뮤니케이션의 장으로 기능을 개선하고자 하였다.

## 교육사업
노리단의 워크숍은 남녀노소가 언어 및 문화의 차이를 즐기면서 서로의 자리를 바꾸며 감수성을 학습하고, 창의적 능력과 커뮤니티의 문제 해결 능력을 기르는 휴먼 프로그램이라고 정의할 수 있다. 노리단이 개최하는 많은 워크숍은 청소년, 유아, 노인, 기업인, 교사 , 공무원 등 다양한 연령, 분야의 사람들이 모두 참여할 수 있도록 콘텐츠를 구성하고 있는 것이 특징이다.
그중에서도 해외에서 개최한 워크숍은 다음과 같은 부분에서 의미가 있다. 우선, 현지에서 재활용 악기를 직접 제작하는 것을 보여주고 친환경 놀이터를 짓는 제작 워크숍을 개최하고 있는 것이다. 또한 친환경적인 마을 축제를 개최하여 재활용 악기를 쉽게 제작할 수 있게 하여 노리단과 같은 친환경 공연의 발전을 촉구하기도 한다. 마지막으로 국내외 작업자들의 작품 제작 과정 교류 프로그램과, 만들기 쉽고 튼튼한 아름다운 재활용 조형물을 노리단과 같은 사회적 기업 연합을 통해 공동 제작 하고 있다.
대표적인 해외 워크숍은 다음과 같다.
- 제54회 일본 도쿠시마 현 국민 문화제 친환경 악기 제작 및 워크숍
- 일본 시마네현 국제 교류 팔레트 악기 제작, 워크숍 및 마을 축제
- 러시아 연해주 고려인 마을 평화캠프 워크숍
- 홍콩 창의력 학교 워크숍

또한 국외 워크숍의 일환으로 2008년 8월에는 ‘생태 예술로 태어나는 제로웨이스트 자원순환 교육’ 을 실시하였다. 이는 자원의 흐름과 폐기물의 흐름을 통합적으로 파악하고, ‘제로 웨이스트 마을 만들기’ 방법을 교육함으로써 순환형 폐기물의 철저한 재활용 의식을 증진시키는 의의가 있다. 이러한 다양한 친환경 워크숍과 교육을 실시한 결과, 노리단은 2008 SBS 물 환경대상 ‘교육 문화 부문’의 최종 수상자로 선정되었다.